# Liparetrus albohirtus
Liparetrus albohirtus är en skalbaggsart som beskrevs av Masters 1886. Liparetrus albohirtus ingår i släktet Liparetrus och familjen Melolonthidae. Inga underarter finns listade i Catalogue of Life.